# Ernst Albrecht (futebolista)
Ernst Albrecht (Düsseldorf, 12 de novembro de 1907 — 26 de março de 1976) foi um futebolista alemão que competiu na Copa do Mundo FIFA de 1934.